# Liste des routes fédérales mexicaines

Autoroutes à 2 voies ou plus dans chaque sens, au Mexique en 2025, en rouge

Voici une liste des routes fédérales mexicaines (carreteras federales) au Mexique.

## Liste des routes fédérales
- Route fédérale 1 : Cabo San Lucas - La Paz - Ciudad Insurgentes - Loreto - Santa Rosalía - Punta Prieta - Lázaro Cárdenas - Ensenada - Tijuana
- Route fédérale 2 : Tijuana - Tecate - Mexicali - San Luis Río Colorado - Sonoita - Santa Ana - Imuris - Agua Prieta - Janos - Ciudad Juárez - El Porvenir - Ciudad Acuña - Piedras Negras - Nuevo Laredo - Reynosa - Matamoros - Playa Lauro Villar
- Route fédérale 3 : San Felipe - Ensenada - Tecate
- Route fédérale 5 : Mexicali - San Felipe - Puertecitos
- Route fédérale 8 : Puerto Peñasco - Sonoita
- Route fédérale 9 : Allende - Cadereyta
- Route fédérale 10 : Janos - El Sueco
- Route fédérale 14 : Hermosillo - Moctezuma - Uruapan - Morelia
- Route fédérale 15 : Mexico - Toluca - Morelia - Guadalajara - Tepic - Mazatlán - Culiacán - Los Mochis - Navojoa - Ciudad Obregón - Hermosillo - Nogales
- Route fédérale 16 : Hermosillo - Chihuahua - Ojinaga
- Route fédérale 17 : Moctezuma - Agua Prieta
- Route fédérale 19 : Cabo San Lucas - Todos Santos - San Pedro
- Route fédérale 22 : San Carlos - Ciudad Constitución
- Route fédérale 23 : Chapala - Guadalajara - Tlaltenango - Zacatecas - Mezquital - Durango - Guanacevi
- Route fédérale 24 : Pericos - Los Naranjos - Los Frailes - Hidalgo del Parral - Nuevo Palomas
- Route fédérale 29 : Villa Unión - Ciudad Acuña
- Route fédérale 30 : El Palmito - Bermejillo - Torreón - Monclova - Parás - Nueva Ciudad Guerrero
- Route fédérale 34 : Rodeo - Pedriceña
- Route fédérale 35 : Zamora de Hidalgo - Guadalajara; Montemorelos - China
- Route fédérale 37 : Playa Azul - Uruapan - La Piedad - Manuel Doblado - San Felipe - San Luis Potosí
- Route fédérale 40 : Mazatlán - Durango - Torreón - Saltillo - Monterrey - Reynosa
- Route fédérale 43 : Morelia - Salamanca
- Route fédérale 44 : Valparaiso - Fresnillo
- Route fédérale 45 : Pachuca - Santiago de Querétaro - León - Aguascalientes - Zacatecas - Durango - Hidalgo del Parral - Jiménez - Chihuahua - Ciudad Juárez
- Route fédérale 49 : San Luis Potosí - Zacatecas - Gómez Palacio - Jiménez
- Route fédérale 51 : Iguala - Ciudad Altamirano - Zitácuaro - Huajúmbaro - Zinapécuaro - Acámbaro - Celaya - Ojuelos
- Route fédérale 52 : Yuriria - Salvatierra
- Route fédérale 53 : Monterrey - Monclova
- Route fédérale 54 : Colima - Guadalajara - Zacatecas - Saltillo - Monterrey - Ciudad Mier
- Route fédérale 55 : Taxco - Toluca - Palmillas
- Route fédérale 57 : Mexico - Santiago de Querétaro - San Luis Potosí - Matehuala - Saltillo - Piedras Negras
- Route fédérale 58 : San Roberto - Linares
- Route fédérale 62 : San Tiburcio - Matehuala
- Route fédérale 63 : Entronque Ahualulco - Charcas - La Bonita
- Route fédérale 66 : Ribier - San Marcos
- Route fédérale 69 : Jalpan - Rioverde (en)
- Route fédérale 70 : Mascota - Guadalajara - Jalpa - Aguascalientes - Ojuelos - San Luis Potosí - Ciudad Valles - Tampico - Ciudad Victoria - Soto la Marina
- Route fédérale 71 : Villa Hidalgo - Aguascalientes - Providencia - Luís Moya
- Route fédérale 80 : Barra de Navidad - Guadalajara - San Luis Potosí - Entronque Huizache - Antiguo Morelos - Ciudad Mante - Tampico
- Route fédérale 81 : Estación González - Llera de Canales
- Route fédérale 84 : sud de Manuel Doblado - Irapuato
- Route fédérale 85 : Mexico - Pachuca - Ciudad Valles - Ciudad Victoria - Monterrey - Nuevo Laredo
- Route fédérale 90 : Guadalajara - Irapuato
- Route fédérale 93 : Chilpancingo - Tlapa - Huamuxtitlan - Tecomatlán
- Route fédérale 95 : Acapulco - Chilpancingo - Iguala - Cuernavaca - Mexico
- Route fédérale 97 : Ampliación la Loma - Reynosa
- Route fédérale 98 : Manzanillo - Minatitlán
- Route fédérale 101 : Entronque Tula - Ciudad Victoria - La Coma - Matamoros
- Route fédérale 105 : Pachuca - Tempoal de Sanchez
- Route fédérale 110 : Tecomán - Colima - Jiquilpan - La Piedad - Los Infantes - Guanajuato - San Luis de la Paz
- Route fédérale 111 : Tanque Blanco - San Miguel de Allende
- Route fédérale 113 : Oaxtepec - Mexico
- Route fédérale 115 : Cuautla - Mexico
- Route fédérale 117 : San Martín Texmelucan - Tlaxcala - Ocotoxco
- Route fédérale 119 : Puebla - Tlaxcala - Apizaco - Tejocotal
- Route fédérale 120 : Tepalcatepec - Morelia - Acámbaro - San Juan del Rio - Xilitla
- Route fédérale 121 : Puebla - Santa Ana Chiautempan - Apizaco
- Route fédérale 125 : Huajuapan de León - Tehuacán - Córdoba - Cardel
- Route fédérale 126 : Morelia - Atlacomulco
- Route fédérale 127 : Tihuatlán - Alazán - Canoas
- Route fédérale 129 : Puebla - Teziutlán - Nautla
- Route fédérale 130 : Pachuca - Tuxpan
- Route fédérale 131 : Sola de Vega - Oaxaca de Juárez - Tehuacán - Perote - Teziutlán
- Route fédérale 132 : Ecatepec de Morelos - Pirámides - Tulancingo
- Route fédérale 134 : Zihuatanejo - Ciudad Altamirano - Bejucos - Toluca - Naucalpan
- Route fédérale 136 : Los Reyes - Zacatepec
- Route fédérale 138 : Cuernavaca - Cuautla
- Route fédérale 140 : Puebla - Jalapa - Veracruz
- Route fédérale 142 : Ecatepec de Morelos - Texcoco
- Route fédérale 144 : San Salvador el Seco - Tehuacán
- Route fédérale 145 : Sayula - Ciudad Alemán - La Tinaja
- Route fédérale 147 : Matías Romero - Tuxtepec
- Route fédérale 150 : Puebla - Tehuacán - Córdoba - Veracruz
- Route fédérale 160 : Cuautla - Izúcar de Matamoros
- Route fédérale 166 : Grutas de Cacahuamilpa - Alpuyeca
- Route fédérale 175 : Puerto Angel - Oaxaca de Juárez - Tuxtepec - Alvarado
- Route fédérale 176 : Mérida - Tizimín
- Route fédérale 179 : Mitla - Ayutla - Playa Vicente
- Route fédérale 180 : Matamoros - La Coma - Estación Manuel - Tampico - Tuxpan - Poza Rica - Veracruz - Coatzacoalcos - Villahermosa - Ciudad del Carmen - Campeche - Mérida - Puerto Juárez
- Route fédérale 182 : Teotitlán - Tuxtepec
- Route fédérale 184 : Muná - Peto - Felipe Carrillo Puerto
- Route fédérale 185 : Salina Cruz - Coatzacoalcos
- Route fédérale 186 : Villahermosa - Francisco Escárcega - Chetumal
- Route fédérale 187 : Raudales de Malpaso - El Bellote
- Route fédérale 188 : Haltunchén - Cayal - Chencollí - Tenabo
- Route fédérale 190 : Mexico - Puebla - Huajuapan de León - Oaxaca de Juárez - Tehuantepec - La Ventosa - Tapanatepec - Tuxtla Gutiérrez - Ciudad Cuauhtémoc
- Route fédérale 195 : Tuxtla Gutiérrez - Villahermosa
- Route fédérale 196 : Atoyac de Álvarez - Chilpancingo
- Route fédérale 199 : San Cristóbal de las Casas - Catazajá
- Route fédérale 200 : Tepic - Puerto Vallarta - Melaque - Barra de Navidad - Manzanillo - Playa Azul - Zihuatanejo - Acapulco - Pinotepa Nacional - Salina Cruz - Tapanatepec - Tapachula - Talismán
- Route fédérale 203 : Tenosique - El Suspiro
- Route fédérale 211 : Huixtla - Ciudad Cuauhtémoc
- Autoroute fédérale 221 : Nuevo Coahuila - Candelaria - San Francisco
- Route fédérale 225 : Puerto Madero - Tapachula
- Route fédérale 261 : Francisco Escárcega - Champotón - Campeche - Chencollí - Umán - Mérida - Progreso
- Route fédérale 281 : Mérida - Hunucmá - Celestún
- Route fédérale 293 : Pedro Antonio Santos - Polyuc
- Route fédérale 295 : Felipe Carrillo Puerto - Valladolid - Río Lagartos
- Route fédérale 307 : Chetumal - Puerto Juárez

Parmi les autoroutes non numérotées on peut citer:
- Carretera Fronteriza del Sur